# 前橋市立宮城中学校
前橋市立宮城中学校（まえばししりつ みやぎちゅうがっこう）は、群馬県前橋市にある公立中学校。

## 沿革
- 1946年（昭和21年）- 教育基本法、学校教育法の公布に基づき新学制実施準備委員会が結成され開校の準備が進められた。[1]

小学校第二校舎を臨時校舎に充てることとし準備を修了した。
- 1947年（昭和22年）- 生徒数399、学級数9、職員14で開校する。
- 1948年（昭和23年）新校舎落成、帽子、バッジの制定
- 1949年（昭和24年）- 校庭整地新堂新築。校門新設 気象観測所新設
- 1953年（昭和28年）- PTA発足。
- 1965年（昭和40年）- 学校給食が始まる。
- 1966年（昭和41年）- 体育館、学校プール(50m)完成。
- 1975年（昭和50年）- 第一回校内文化祭開催。
- 1977年（昭和52年）- 鉄筋新校舎が完成。
- 1989年（昭和64年）- 第一回立翔式講演会開催。
- 1990年（平成2年） - 翔の塔除幕式。
- 2004年（平成16年）12月5日 - 宮城村が前橋市と合併し、前橋市立宮城中学校になる。

## 部活動
| 部活動     | 活動場所                             | 部活動             | 活動場所         |
| ---------- | ------------------------------------ | ------------------ | ---------------- |
| 野球部     | 学校グラウンド・前橋市宮城総合運動場 | バレー部           | 前橋市宮城体育館 |
| サッカー部 | 学校グラウンド・前橋市宮城総合運動場 | バスケットボール部 | 前橋市宮城体育館 |
| 陸上部     | 学校グラウンド・前橋市宮城総合運動場 | 柔道部             | 学校体育館       |
| テニス部   | 前橋市宮城総合運動場(テニスコート)   | 剣道部             | 学校体育館       |
| 水泳部     | 前橋市宮城体育館内のプール           | 新体操部           | 前橋市宮城体育館 |
| 卓球部     | 前橋市宮城体育館内の卓球場           | 文化部             | 音楽室           |

## 校区
- 前橋市立宮城小学校と同様である。[3]

## 宮城中生の心構え六箇条
2017年7月19日に生徒総会で採択された宮城中生の心構え六箇条が学校朝礼で発表された。六箇条は次の通りである。
- 友達と楽しく話す[5]
- 積極的に行動する・あいさつする
- 差別なく友達を大切にする
- ささいなことでも感謝の気持ちをもつ
- 何事にも積極的に取り組み、平等に注意し、平等に助け合う
- 相手の立場になり、自分にできることを落ち着いて考え行動する